# Elissa Downie
Elissa Rebecca "Ellie" Downie (Nottingham, 20 juli 1999) is een artistieke turnster die Groot-Brittannië vertegenwoordigt. Ze is de All-around 2017 Europees kampioen turnen, de eerste turnster die een belangrijke all-around titel voor Groot-Brittannië wint.
De jongere zus van tweevoudig Europees kampioene Becky Downie, kwam Downie voor het eerst in beeld als een uitstekende junior turnster op de Jeugd Olympische Zomerspelen van 2014, waar ze vier medailles won. Op 15-jarige leeftijd werd ze de eerste Britse vrouw die een individuele meerkampmedaille won op de Europese kampioenschappen Artistieke Gymnastiek, met brons in 2015. Later dat jaar maakte ze deel uit van het team dat op de Wereldkampioenschappen Artistieke Gymnastiek 2015 de eerste Britse teammedaille won, brons. Op de Europese kampioenschappen van 2017 schreef ze opnieuw geschiedenis door als eerste Britse turnster de meerkamp te winnen op een grote internationale wedstrijd.

## Loopbaan

### Junior

#### 2014
Downie nam deel aan de Europese kampioenschappen van 2014 in Sofia, Bulgarije, en won een gouden medaille op sprong, een zilveren medaille met het Britse team en een bronzen medaille in de meerkamp. Op basis van deze prestaties werd ze geselecteerd voor de Jeugd Olympische Zomerspelen 2014 in Nanjing, China. Daar behaalde ze vier medailles: een zilveren sprong achter Wang Yan en bronzen op de meerkamp, evenwichtsbalk en vloeroefening.

### Senior

#### 2015
Downie maakte haar debuut bij de Britse kampioenschappen van 2015. Ze won zilver op sprong en ongelijke leggers en brons in de meerkamp, en werd samen met haar zus Becky Downie opgenomen in het Britse team voor de Europese kampioenschappen van 2015.

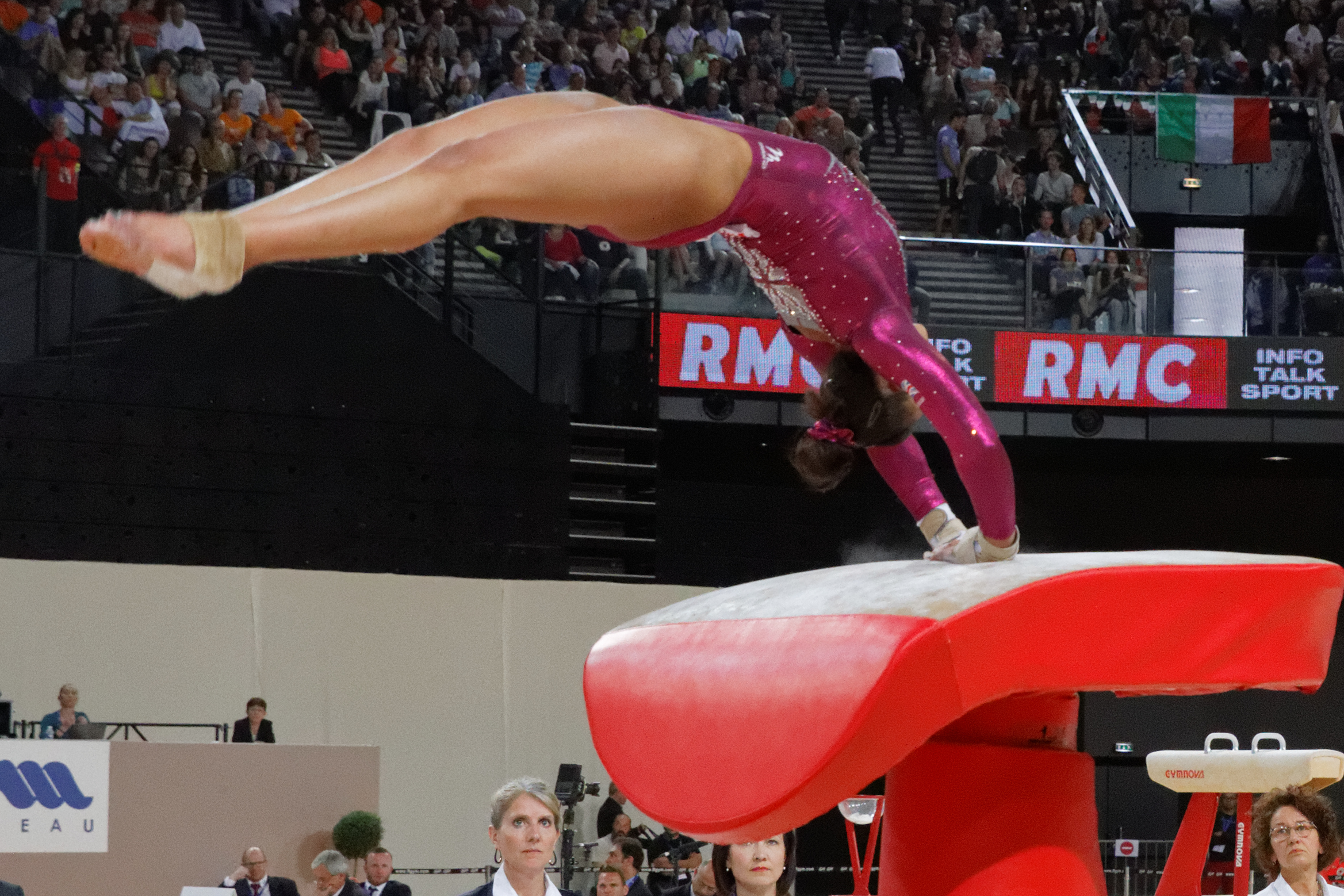
Downie op het EK 2015

Ze presteerde goed in de kwalificaties op de Europese kampioenschappen en kwalificeerde zich voor de individuele meerkamp-, sprong- en ongelijke leggerfinales. Op 17 april nam ze deel aan de meerkampfinale en werd derde, achter Giulia Steingruber uit Zwitserland en Maria Kharenkova uit Rusland, met een score van 56,623, waarmee ze de eerste individuele meerkampmedaille ooit won voor een Britse turnster op de Europese Kampioenschappen.

#### 2016
In mei 2016 won Downie alle vier de individuele titels op de FIG World Cup in Osijek, Kroatië, en werd daarmee de eerste turnster die deze prestatie op een World Cup wedstrijd neerzette sinds Ludmilla Tourischeva in 1975. De maand daarop, op de Europese Kampioenschappen 2016 in Bern, Zwitserland, won ze zilveren medailles met het team en op sprong en vloeroefening.
In juli werd ze opgenomen in het Britse team voor de Olympische Zomerspelen van 2016 in Rio de Janeiro, samen met Becky Downie, Claudia Fragapane, Ruby Harrold en Amy Tinkler.
In de kwalificaties op de Olympische Spelen landde Downie op haar hoofd tijdens een tuimeling op de vloer en kon haar oefening niet afmaken. In de volgende ronde keerde ze echter terug met twee sprongen en kwalificeerde zich als 20e voor de meerkampfinale. Ze verbeterde die prestatie in de finale en werd 13e, en de Britse vrouwen werden vijfde in de teamcompetitie.

#### 2017
In april vertegenwoordigde Downie Groot-Brittannië op de Europese Kampioenschappen in Cluj-Napoca, Roemenië, waar ze geschiedenis schreef door zich voor alle vijf de individuele finales te kwalificeren. De volgende dag werd ze de eerste Britse turnster die de all-around titel won op een grote internationale wedstrijd, door Hongarije's Zsófia Kovács en Frankrijk's Mélanie de Jesus dos Santos te verslaan. Ze won ook zilveren medailles op brug en vloer, en won de bronzen medaille op de ongelijke legger. Begin augustus onderging ze een operatie aan haar enkel als gevolg van een blessure die ze had opgelopen bij zowel de Britse kampioenschappen als de Europese kampioenschappen dat jaar. Door de operatie kon Downie niet deelnemen aan de Wereldkampioenschappen 2017.

#### 2018
Hoewel Downie van plan was deel te nemen aan de 2018 Commonwealth Games, had ze nog steeds last van haar enkel ondanks de operatie die ze eerder had ondergaan en ze deed een groot deel van het jaar niet mee.
Op 27 september werd Downie opgenomen in het team om deel te nemen aan de Wereldkampioenschappen in Doha, Qatar, samen met Becky Downie, Alice Kinsella, Georgia-Mae Fenton en Kelly Simm. Het team eindigde als negende in de kwalificaties en ging niet door naar de teamfinale. Individueel kwalificeerde Downie zich voor de meerkampfinale waar ze 11e werd.

#### 2019
Downie werd geselecteerd om deel te nemen aan de Europese Kampioenschappen van 2019 naast Amelie Morgan, Alice Kinsella en Kelly Simm. Ze deed mee aan de Britse kampioenschappen waar ze eerste werd in de meerkamp, op sprong en op vloeroefening. Later deed ze mee aan de wereldkampioenschappen in Birmingham, waar ze zevende werd nadat ze van de evenwichtsbalk en ongelijke legger was gevallen. Op de Europese kampioenschappen kwalificeerde Downie zich als vierde voor de meerkampfinale en als eerste voor de sprongfinale. In de meerkampfinale werd Downie tweede achter Mélanie de Jesus dos Santos uit Frankrijk. Ze won brons in de sprongfinale achter 2015-kampioene Maria Paseka en 2017-kampioene Coline Devillard.
In september werd Downie opgenomen in het team voor de wereldkampioenschappen van 2019 in Stuttgart, naast Alice Kinsella, Becky Downie, Taeja James en Georgia-Mae Fenton. Tijdens de kwalificaties hielp Downie Groot-Brittannië aan een zevende plaats, waarmee ze een plek in de teamfinale verdiende en zich voor Groot-Brittannië kwalificeerde voor de Olympische Spelen van 2020 in Tokio. Individueel kwalificeerde Downie zich voor de sprongfinale. Tijdens de teamfinale leverde ze scores op sprong en ongelijke legger voor de zesde plaats van Groot-Brittannië. In de sprongfinale voerde Downie een Double-Twisting Yurchenko en een Cheng uit, waarmee ze een gemiddelde score van 14,816 behaalde en de bronzen medaille won achter de Amerikanen Simone Biles en Jade Carey. Dit was Downie's eerste individuele WK-medaille. Later die dag won Downie's zus Becky haar eerste individuele WK-medaille, een zilveren medaille op de ongelijke legger.

#### 2020
Begin februari werd bekendgemaakt dat Downie was geselecteerd om Groot-Brittannië te vertegenwoordigen op de eind maart plaatsvindende Birmingham World Cup. De Birmingham World Cup werd later echter afgelast vanwege de COVID-19 pandemie.

#### 2021
In mei kondigde British Gymnastics aan dat Downie een tijdje afstand zou nemen van het turnen om bij haar familie te zijn na de plotselinge dood van haar 24-jarige broer Joshua aan de vooravond van de laatste Olympische proef, waardoor haar Olympische kandidatuur voor Tokio 2020 kwam te vervallen.